# Rudolf Kompfner
Rudolf Kompfner (Viena, 16 de maio de 1909 — Stanford, 3 de dezembro de 1977) foi um engenheiro e físico estadunidense nascido na Áustria.